# Храми Кременчука
Культові споруди Кременчука — церкви, храми, собори, що є або колись існували на території Кременчука.

## Християнство

### Католицизм
| Назва                          | Розташування       | Роки побудови | Фото | Короткі відомості                                                                    |
| ------------------------------ | ------------------ | ------------- | ---- | ------------------------------------------------------------------------------------ |
| Костел святого Йосифа          | Вул. Сумська, 82   | 2005 - 2008   |      | Римсько-католицька церква. Знаходиться на перехресті вулиць Європейської та Сумської |
| Парафія Христового Воскресіння | вул. Юрія Руфа, 35 |               |      | Українська греко-католицька церква                                                   |

### Православ'я
| Назва                                                           | Розташування                                                          | Роки існування          | Фото | Короткі відомості |
| --------------------------------------------------------------- | --------------------------------------------------------------------- | ----------------------- | ---- | --- |
| Благовіщенська церква                                           | Вулиця Юрія Кондратюка, 16                                            |                         |      | Громада зареєстрована 23 листопада 1998 року за № 562. Священик — ієрей Євген Хорольський (з 11.2001). Богослужіння проводяться в орендованому приміщенні колишнього клубу хлібної бази № 81. |
| Володимирівська церква                                          | Вулиця Миколи Татарулі, 42а                                           |                         |      | Релігійна громада в ім'я рівноапостольного князя Володимира зареєстрована 23 листопада 1998 за № 561. ПЦУ |
| Всіхсвятська церква                                             | Вулиця Велика Набережна, 36                                           |                         |      | |
| Каплиця на честь святого великомученика Юрія Переможця УПЦ (МП) | Привокзальна площа                                                    |                         |      | |
| Каплиця Святої мучениці Варвари                                 | Вулиця Василя Симоненка                                               |                         |      | |
| Покровська церква                                               | Вул. Покровська                                                       |                         |      | Зараз не існує. Знаходилась на місці 14 школи. 2016 року при земляних роботах було виявлено фундамент старообрядницької церкви та її нижній храм. |
| Хрестовоздвиженська єдиновірська церква                         | Крюків                                                                |                         |      | |
| Різдвянська церква                                              | Район ринку Плеяда, між сучасними вулицями Театральна і Першотравнева |                         |      | Зараз не існує. |
| Свято-Миколаївський собор                                       | вул. 29 Вересня, 16/34                                                | 1910                    |      | Збудований 1910 на кошти полтавської дворянки Котович у готичному стилі. Вона заповіла церкві значні кошти, яких вистачило на ремонт діючого костелу в Полтаві та будівництво нового у Кременчуці. Функціонував до 1919. Після встановлення радянської влади богослужіння були заборонені, а приміщення експропрійоване більшовиками. До 1970-х у ньому розміщувались будинок культури, будинок урочистостей, будинок офіцерів, кінотеатр, дитячоюнацька спортивна школа № 2 (1971–1991). Нині у приміщенні розміщується православна громада. Кафедральний собор Полтавської та Кременчуцької єпархії Православної церкви України. |
| Свято-Пантелеймонівська церква УПЦ (МП)                         | вул. Велика Набережна                                                 |                         |      | |
| Спасо-Преображенська церква УПЦ (МП)                            | Проспект Лесі Українки, біля річки Сухого Кагамлика                   | Будівництво триває досі |      | Храм будується на місці колишньої козацької церкви, яка існувала тут з 1730 по 1930-ті роки. На першому поверсі діє Миколаївська церква. |
| Троїцька церква УПЦ (МП)                                        | просп. Свободи                                                        |                         |      | Побудована на місці зруйнованої Свято-Троїцької церкви. Відкрито 7 січня 2000 року |
| Храм святого Іона Воїна                                         | На території військового ліцею. вул. Квітки Цісик, 20А                |                         |      | Українська православна церква (Московський патріархат) |
| Церква Святого Преподобного Серафима Соровського                | Полтавський проспект, 30                                              | 2006                    |      | З 22 січня 2023 року належить до Православної церкви України. |
| Храм Святого Апостола євангеліста Іоана Богослова               | На подвір'ї Кременчуцької міської дитячої лікарні                     |                         |      | Належить до Православної церкви України. |
| Церква Успіння Божої Матері                                     | Крюків                                                                | 1883–1887               |      | Кафедральний собор Кременчуцької і Лубенської єпархії УПЦ МП. |
| Храм Ікони Божої Матері "Усіх скорботних Радість" ПЦУ           |                                                                       |                         |      | |
| Храм Андрія Первозванного УПЦ (МП)                              |                                                                       |                         |      | |

#### Колишні
| Назва                       | Розташування                                  | Роки існування                                         | Фото | Короткі відомості |
| --------------------------- | --------------------------------------------- | ------------------------------------------------------ | ---- | --- |
| Покровська церква           | Крюків                                        |                                                        |      | Зараз не існує. Зображення з поштової карки - на передньому плані Покровська церква з дзвіницею, на задньому Хрестовоздвиженська єдиновірська церква. |
| Троїцька церква             | просп. Свободи                                | Будівництво закінчено 23 серпня 1915                   |      | Зараз зруйнована і на її місці збудована нова Троїцька церква                                                                                         |
| Спасо-Преображенська церква | Вул. Соборна, на місці сучасного ТРК «Європа» | Будівництво закінчено у 1803                           |      | Спасо-Преображенська церква вгорі ліворуч. Після революції церкву закривають і в середині 1930-х років розбирають                                     |
| Успенський собор            | Соборна площа (нині Площа Перемоги)           | 1804–1816. Дзвіниця зводилась у середині XIX століття. |      | Зруйнована радянський урядом після війни |

### Протестантизм

#### Адвентизм
| Назва                                   | Розташування               | Роки побудови | Фото | Короткі відомості |
| --------------------------------------- | -------------------------- | ------------- | ---- | ----------------- |
| Церква християн адвентистів сьомого дня | Автозаводський бульвар, 11 |               |      |                   |
| Церква християн адвентистів сьомого дня | Вул. Героїв Крут, 17       |               |      |                   |

#### Баптизм
| Назва                  | Розташування                   | Роки побудови | Фото | Короткі відомості |
| ---------------------- | ------------------------------ | ------------- | ---- | ----------------- |
| Церква «Джерело життя» | Вул. Небесної Сотні, 56        |               |      |                   |
| Крюківська церква      | Вул. Віталія Базилевського, 13 |               |      |                   |

## Свідки Єгови
| Назва                     | Розташування             | Роки побудови | Фото | Короткі відомості |
| ------------------------- | ------------------------ | ------------- | ---- | ----------------- |
| Зал Царства свідків Єгови | Вул. Івана Мазепи, 52    |               |      |                   |
| Зал Царства свідків Єгови | Вул. Героїв Крут, 13     |               |      |                   |
| Зал Царства свідків Єгови | Вул. Івана Приходька, 93 |               |      |                   |

## Іслам
| Назва               | Розташування                   | Роки побудови | Фото | Короткі відомості |
| ------------------- | ------------------------------ | ------------- | ---- | --- |
| Кременчуцька мечеть | Вул. Сержанта Мельничука, 50/1 | 2018          |      | ДУМУ. Відкриття мечеті відбулося 12 жовтня 2018 року. Традиційні для мечеті мінарети не споруджували. На стінах виконано розпис, який проведено в мусульманських мотивах. Займається будівництвом імам Кременчука шейх Тагір Таїров. У мечеті є чоловічи та жіночі молитовні зали, адміністративна частина, аудиторії для навчання, кімнати для дітей та їдальня. У травні 2020 року у мечеті з'явився міхраб небесно блакитного кольору. Його створила кременчуцька художниця Анжела Дмитренко |

## Юдаїзм
| Назва    | Розташування         | Роки побудови | Фото | Короткі відомості |
| -------- | -------------------- | ------------- | ---- | ----------------- |
| Синагога | Вул. Миколи Залудяка |               |      |                   |